# Oecleopsis
Oecleopsis är ett släkte av insekter. Oecleopsis ingår i familjen kilstritar.
Kladogram enligt Catalogue of Life:
| Oecleopsis | \| \| Oecleopsis artemisiae \| \| \| \| \| \| Oecleopsis articara \| \| \| \| |
|            | \| \| Oecleopsis artemisiae \| \| \| \| \| \| Oecleopsis articara \| \| \| \| |
|            | Oecleopsis artemisiae                                                         |
|            |                                                                               |
|            | Oecleopsis articara                                                           |
|            |                                                                               |